# Tetranychus polygoni
Tetranychus polygoni är en spindeldjursart som beskrevs av Beglyarov och P. Mitrofanov 1973. Tetranychus polygoni ingår i släktet Tetranychus och familjen Tetranychidae. Inga underarter finns listade i Catalogue of Life.